# John J. Kindred

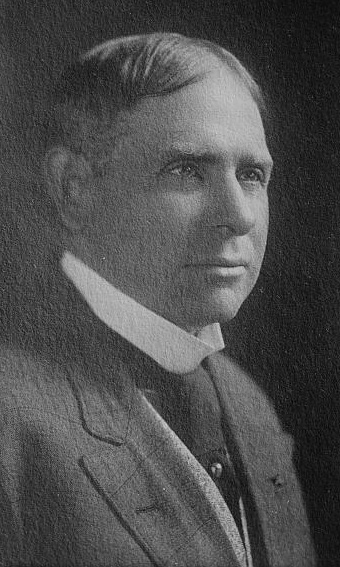
John J. Kindred

John Joseph Kindred (* 15. Juli 1864 bei Courtland, Virginia; † 23. Oktober 1937 in Astoria, New York) war ein US-amerikanischer Arzt, Jurist und Politiker. Er vertrat zwischen 1911 und 1913 sowie zwischen 1921 und 1929 den Bundesstaat New York im US-Repräsentantenhaus.

## Werdegang

### Privatleben
John Joseph Kindred wurde während des Bürgerkrieges bei Courtland geboren. Er besuchte örtliche Schulen, das Randolph-Macon College in Ashland (Virginia) und die University of Virginia in Charlottesville. Dann unterrichtete er in den Jahren 1886 und 1887 in Virginia. Kindred graduierte 1889 am Hospital College of Medicine in Louisville (Kentucky) und begann im selben Jahr in New York City zu praktizieren. 1892 machte er seinen Abschluss in Geisteskrankheiten an der University of Edinburgh in Schottland. Er errichtete mehrere psychiatrische Kliniken in Connecticut, New York und New Jersey. Nach seiner ersten Amtszeit im Kongress war er in der Landwirtschaft tätig und baute Häuser. Er machte 1919 seinen Abschluss in Jura und erhielt 1926 seine Zulassung als Anwalt. Kindred war zwischen 1930 und 1937 wieder als Arzt tätig sowie zwischen 1933 und 1937 als Professor für Rechtsmedizin (medical jurisprudence) an der John B. Stetson University in DeLand (Florida). Er verstarb am 23. Oktober 1937 in Astoria und wurde dann auf dem Poughkeepsie Rural Cemetery in Poughkeepsie beigesetzt.

### Politische Laufbahn
Politisch gehörte er der Demokratischen Partei an. Bei den Kongresswahlen des Jahres 1910 wurde Kindred im 14. Wahlbezirk von New York in das US-Repräsentantenhaus in Washington, D.C. gewählt, wo er am 4. März 1911 die Nachfolge von William Willett junior antrat. Da er auf eine erneute Kandidatur im Jahr 1912 verzichtete, schied er nach dem 3. März 1913 aus dem Kongress aus. Er kandidierte im Jahr 1920 im zweiten Wahlbezirk von New York für einen Kongresssitz. Nach einer erfolgreichen Wahl trat er am 4. März 1921 die Nachfolge von Charles P. Caldwell an. Er wurde drei Mal in Folge wiedergewählt. Da er auf eine erneute Kandidatur im Jahr 1928 verzichtete, schied er nach dem 3. März 1929 aus dem Kongress aus.